# John Tobias
John Tobias est un concepteur de jeux vidéo surtout connu pour avoir participé à la conception de la série Mortal Kombat avec Ed Boon.

## Carrière
Il commence le dessin très jeune. Au lycée, il prend des cours à l'Art Institute of Chicago. Il travaille pour la série de comics The Real Ghostbusters, puis rejoint Midway Games. 
Il crée le scénario des premiers jeux Mortal Kombat, et conçoit tous les personnages de la série jusqu'à Mortal Kombat 4.
En 1999, il quitte Midway et crée Robomodo avec d'autres anciens de l'entreprise, en particulier Dave Michicich et Josh Tsui. En 2005, Studio Gigante (Robomondo) ferme et Tobias devient consultant en jeu vidéo. En septembre 2012, il travaille pour l'entreprise Zynga. 
En 2008, il participe à la création d'un comic hors-série inclus dans certaines versions limitées de Mortal Kombat vs. DC Universe. 